# College Chums
College Chums er en amerikansk stumfilm fra 1907 af Edwin S. Porter.

## Medvirkende
- Miss Acton
- Miss Antoinette
- Edward Boulden
- Katherine Griffith
- Mr. Kennedy